# Georgia Institute of Technology

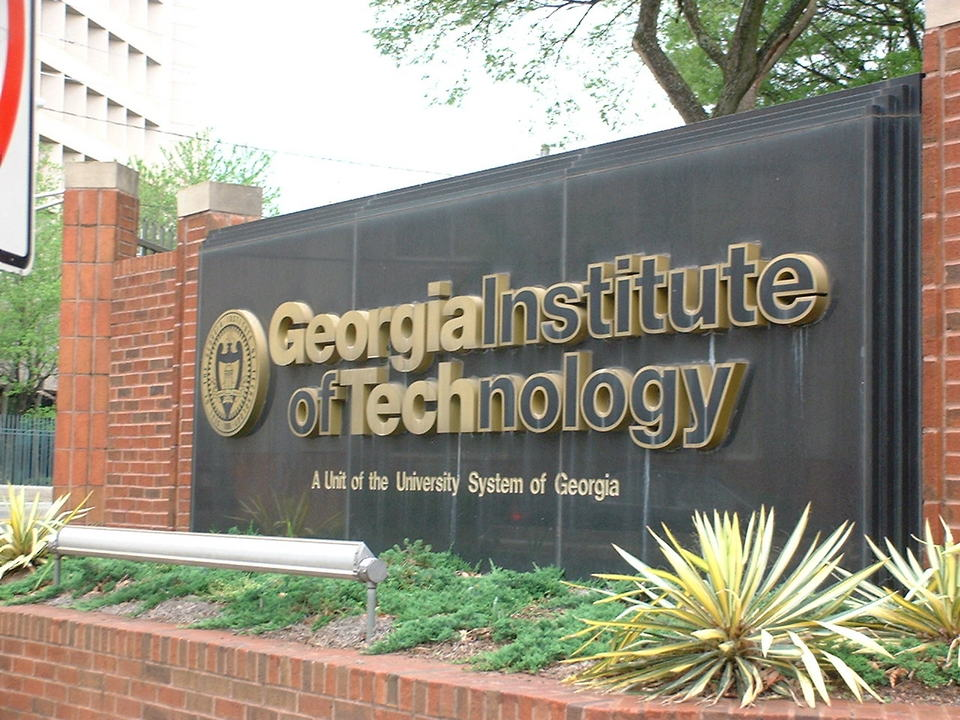
Eingang zum Georgia Institute of Technology, 2005

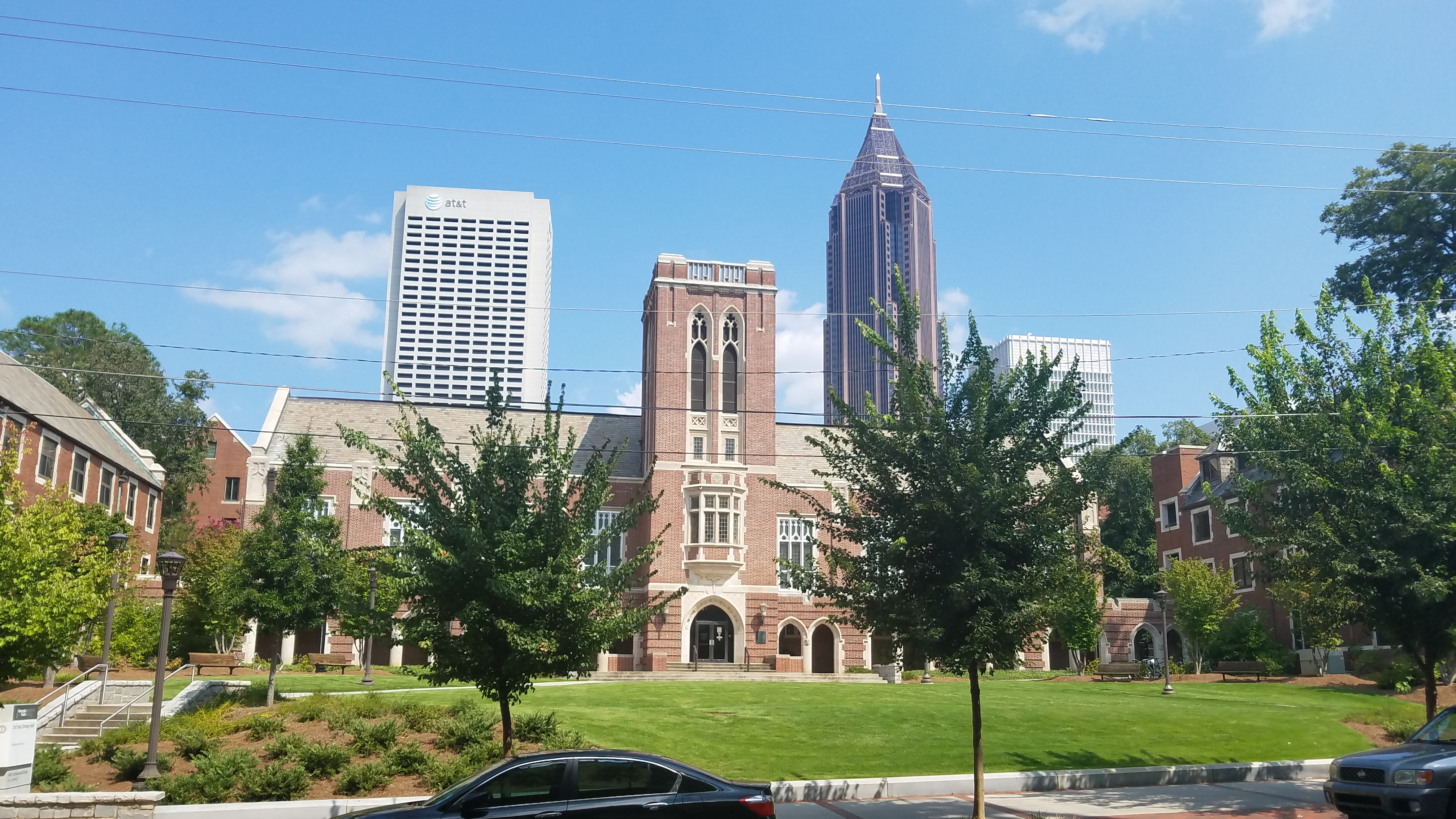
Georgia Institute of Technology in Atlanta

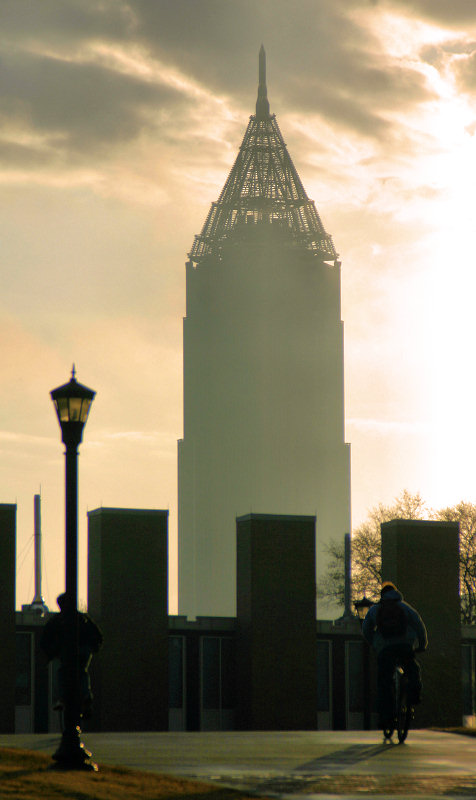
Blick vom Campus auf Downtown Atlanta (2006)

Das Georgia Institute of Technology (auch kurz Georgia Tech) ist eine renommierte Technische Hochschule in Atlanta im US-Bundesstaat Georgia. Sie wurde am 13. Oktober 1885 als Georgia School of Technology gegründet. Sie ist Teil des University System of Georgia und gilt neben dem MIT, California Institute of Technology und der Universität Berkeley als eine der besten Hochschulen für Ingenieurwissenschaften in den USA. Sie wurde 2016 im U.S. News & World Report als siebtbeste Engineering School gewertet und ist Mitglied der Association of American Universities, einem Verbund führender forschungsintensiver nordamerikanischer Universitäten. Anders als bei den meisten anderen US-Colleges werden die Abschlüsse der Georgia Tech in Deutschland ohne Zusatz anerkannt.

## Campus
Es gibt eine Niederlassung in der Technopôle Metz in der Nähe des Campus der Arts et Métiers ParisTech, mit welcher Austausch und Zusammenarbeit stattfindet. Der amerikanische Campus diente als Olympisches Dorf bei den Olympischen Sommerspielen 1996. Der US-Präsident Jimmy Carter war einige Jahre dort immatrikuliert, graduierte aber an der United States Naval Academy.

## Sport
Die Sportteams sind die Yellow Jackets. Die Hochschule ist Mitglied in der Atlantic Coast Conference. Das Footballteam gewann vier Mal, zuletzt 1990, die nationale College-Meisterschaft.
- Bobby Dodd Stadium – Footballstadion der Universität
- Hank McCamish Pavilion – Basketballhalle der Universität
- Mcauley Aquatic Center – Schwimmhalle der Universität[6] (Erbaut für die Olympischen Spiele 1996)

## Persönlichkeiten

### Dozenten
- Gilda Barabino (* 1956), Bioingenieurin
- Mary Jean Harrold (1947–2013), Informatikerin und Hochschullehrerin
- Elsa Reichmanis (* 1953), Chemikerin und Hochschullehrerin

### Absolventen
- Gil Amelio (* 1943), Physiker und Manager
- Ash Avildsen (* 1981), Musiker, Musikunternehmer und Filmregisseur (ohne Abschluss)
- Chris Bosh (* 1984), Basketballspieler
- Keith Brooking (* 1975), American-Football-Spieler
- Will Bynum (* 1983), Basketballspieler
- Marco Coleman (* 1969), American-Football-Spieler
- Tony Daykin (* 1955), American-Football-Spieler
- George Gallion (* 1937), Automobildesigner
- Adam Gotsis (* 1992), American-Football-Spieler
- Joe Guyon (1892–1971), American-Football-Spieler
- Calvin Johnson (* 1985), American-Football-Spieler
- Matt Kuchar (* 1978), Golfspieler
- Andrea Lawrence (* 1946), Informatikerin und Hochschullehrerin
- Mark G. Lawrence (* 1969), Erdsystemforscher
- Stephon Marbury (* 1977), Basketballspieler
- Larry Morris (1933–2012), American-Football-Spieler
- Kary Mullis (1944–2019), Nobelpreisträger für Chemie 1993
- Bill Paschal (1921–2003), American-Football-Spieler
- Mark Price (* 1964), Basketballspieler
- Roman Reigns (* 1985), Wrestler
- Angela Schoellig,  (* 20. Jahrhundert), Alexander-von-Humboldt-Professorin für Robotik und Künstliche Intelligenz an der Technischen Universität München
- Billy Shaw (1938–2024), American-Football-Spieler
- Iman Shumpert (* 1990), Basketballspieler
- Pat Swilling (* 1964), American-Football-Spieler
- Demaryius Thomas (1987–2021), American-Football-Spieler
- Richard Truly (1937–2024), Astronaut und NASA-Direktor
- John Watts Young (1930–2018), Astronaut